# Провиденти
Провидѐнти (на италиански: Provvidenti, на местен диалект Prëvëdièndë, Пръвъдиендъ) е село и община в Южна Италия, провинция Кампобасо, регион Молизе. Разположено е на 570 m надморска височина. Населението на общината е 118 души (към 2013 г.).